# Pierre (go)
Pour les articles homonymes, voir Pierre.
Au jeu de go, les pierres (du go-ishi (碁石), en chinois pions (ou pièce d'échiquier), weizi chinois : 棋子 ; pinyin : wéizǐ ou weiqizi (围棋子, 圍棋子, wéiqízǐ)) désignent les jetons noirs et blancs déposés sur le goban par les deux adversaires. Malgré leur simplicité, elles font l'objet de beaucoup d'attention de la part des amateurs comme des collectionneurs.

## Nombre de pierres
En théorie, les deux joueurs disposent d'un nombre indéfini de pierres ; en pratique, les équipements se limitent à environ 180 pierres de chaque couleur. De fait, dans le commerce, on trouve souvent des jeux avec moins de pierres, ce qui ne pose généralement pas de problème particulier. 180 pierres par joueur suffisent en effet à remplir le Goban. Or, en fin de partie, il reste toujours entre 80 et 100 intersections libres.

## Caractéristiques des pierres

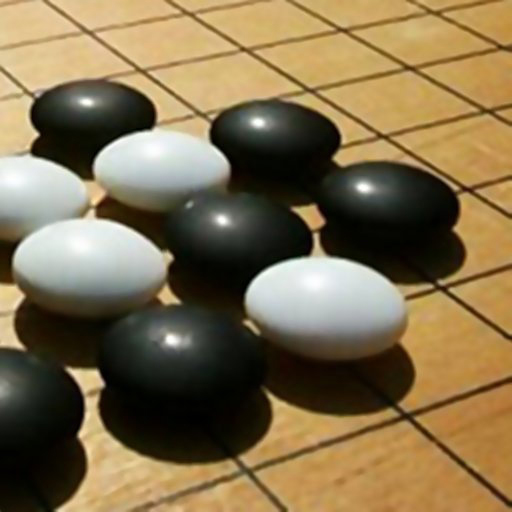
Pierres du jeu de go

Contrairement aux pièces du jeu d'échecs, ou même au shogi ou au xiangqi, les pierres du go sont toutes identiques et ne présentent que des différences d'apparence mineures. 
Lisses et dépourvues de toute inscription ou décoration, les pierres du go ont la forme de lentilles biconvexes ou, plus rarement, plan-convexes.
Les pierres biconvexes sont la norme au Japon, tandis qu'en Chine, on utilise aussi volontiers des modèles plan-convexes appelées pierres yunzi.
Pour les joueurs de go européens, qui ont découvert le go à travers le Japon et ont toujours utilisé des pierres biconvexes, la découverte récente des pierres yunzi fait actuellement figure de « dernier cri ».

### Dimensions
Les dimensions du matériel de go sont assez précisément fixées : les longueur et largeur d'un goban standard, ainsi que la dimension des intervalles entre les lignes de la grille sont très précisément fixés. Il en va de même de la dimension des pierres : en principe, n'importe quelle pierre standard peut se jouer sur une grille standard.
L'article 10 du règlement officiel du go édicté en 1949 par la Nihon Ki-in (Fédération japonaise de go) stipule que « Les pierres doivent s'adapter à l'écart longitudinal qui sépare les lignes parallèles [de la grille]. Les pierres utilisées pour le goban standard tel que défini dans l'article 9.1 sont normalement de 7.3 bu (2,21 cm) de diamètre. De telles pierres sont considérées comme pierres standard. »
Dans la pratique, le diamètre des pierres varierait en fonction de la couleur : les pierres noires étant légèrement plus larges que les blanches (21.9 mm pour les blanches contre 22.2 mm pour les noires). En effet, en raison de leur différence d'albédo, à diamètre identique, les noires paraîtraient plus petites que les blanches.
La seule différence notable que l'on trouve sur les pierres concernent leur épaisseur. Celle-ci s'échelonne de 7 à 11 millimètres pour les tailles les plus courantes. Les modèles en plastique sont souvent plus fins (6 mm). De même les pierres yunzi plan convexes sont moins épaisses (5 à 6 mm). La majorité des joueurs semble s'accorder et préfèrent des tailles autour de 9 mm.

## Matériaux

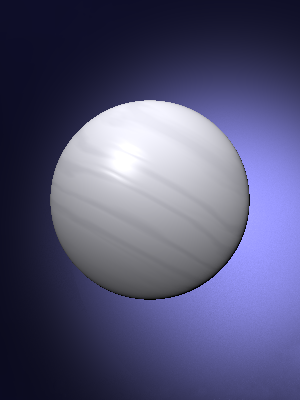
Pierre en nacre.

Contrairement à ce que leur nom laisserait supposer, les pierres du go ne sont pas forcément de simples cailloux. Aujourd'hui, le matériau le plus courant est le verre coloré ou le plastique, voire un plastique lesté d'un cœur de métal. Les pierres yunzi semblent également être composées de manière particulière (leur toucher un peu rugueux est très différent de celui des pierres de verre habituelles, plus lisses). Mais on trouve quantité d'autres exécutions : agate, argile, bambou, corail, ivoire, jade, marbre, or et autres pierres semi-précieuses.
Les pierres traditionnelles restent des objets faits à la main, très prisés - et très chers. Elles sont en ardoise pour les noires et en coquillage pour les blanches. À l'origine, l'ardoise provenait de la région d'Osaka, et le coquillage (Meretrix lusoria) des plages du pays. Aujourd'hui, la production utilise des coquillages recueillis au Mexique.
Si l'ardoise (extraite actuellement dans la région de Wakayama) n'a pas donné lieu à beaucoup de variations, le coquillage a permis la fabrication de pierres de différentes qualités et prix, en fonction de la pureté de la nacre utilisé : Yuki (neige), Tsuki (lune) et Jitsuyo.